# Temporada 2022 de ADAC Fórmula 4
La temporada 2022 de ADAC Fórmula 4 fue la octava y última edición de dicha competición.
El italiano Andrea Kimi Antonelli fue el ganador del Campeonato de Pilotos, Rafael Câmara fue ganador del Campeonato de Novatos, y Prema Racing se quedó con el Campeonato de Escuderías.

## Equipos y pilotos
| Equipo                      | N.º | Pilotos                | Clase | Rondas |
| --------------------------- | --- | ---------------------- | ----- | ------ |
| Van Amersfoort Racing       | 2   | Arias Deukmedjian      | I     | 2–3    |
| Van Amersfoort Racing       | 17  | Emerson Fittipaldi Jr. | I     | 2–3    |
| Van Amersfoort Racing       | 33  | Brando Badoer          | N I   | 2–3    |
| Van Amersfoort Racing       | 34  | Martinius Stenshorne   | N I   | 2–3    |
| Van Amersfoort Racing       | 96  | Jules Castro           | N I   | 2–3    |
| BWR Motorsports             | 3   | Alfio Spina            | N     | 1–2    |
| BWR Motorsports             | 87  | Rishab Jain            | N     | 1      |
| BWR Motorsports             | 89  | Chris Rosenkranz       | N     | 1–2    |
| Prema Racing                | 7   | Charlie Wurz           |       | 1–4    |
| Prema Racing                | 12  | Andrea Kimi Antonelli  |       | 1–4, 6 |
| Prema Racing                | 13  | James Wharton          | N     | 1–4, 6 |
| Prema Racing                | 16  | Ugo Ugochukwu          | N I   | 4, 6   |
| Prema Racing                | 20  | Conrad Laursen         |       | 1–4    |
| Prema Racing                | 88  | Rafael Câmara          | N     | 1–3, 6 |
| US Racing                   | 11  | Pedro Perino           | I     | 1      |
| US Racing                   | 30  | Zachary David          | N     | 5      |
| US Racing                   | 37  | Kacper Sztuka          |       | 1, 5   |
| US Racing                   | 44  | Nikhil Bohra           | N     | 1–2    |
| US Racing                   | 52  | Marcus Amand           |       | 1–2    |
| US Racing                   | 66  | Ruiqi Liu              | N     | 5      |
| R-ace GP                    | 14  | Frederik Lund          | N I   | 1      |
| R-ace GP                    | 71  | Marcos Flack           | I     | 1      |
| PHM Racing                  | 15  | Nikita Bedrin          |       | Todas  |
| PHM Racing                  | 19  | Valentin Kluss         | I     | 3–6    |
| PHM Racing                  | 41  | Jonas Ried             |       | Todas  |
| PHM Racing                  | 77  | Taylor Barnard         |       | Todas  |
| Sauter Engineering + Design | 21  | Michael Sauter         |       | Todas  |
| Jenzer Motorsport           | 23  | Oleksandr Partyshev    | N     | 2      |
| Jenzer Motorsport           | 24  | Rasmus Joutsimies      | N     | Todas  |
| Jenzer Motorsport           | 25  | Samir Ben              |       | 2–5    |
| Jenzer Motorsport           | 26  | Nandhavud Bhirombhakdi | N     | 1, 3–6 |
| Jenzer Motorsport           | 27  | Ethan Ischer           | N I   | 1      |
| Iron Dames                  | 83  | Maya Weug              | I     | 1, 3   |

| Icono | Leyenda                                              |
| ----- | ---------------------------------------------------- |
| N     | Novato                                               |
| I     | Pilotos invitados no son elegibles para sumar puntos |

## Calendario
| Ronda   | Ronda | Circuito                                     | Fecha         |
| ------- | ----- | -------------------------------------------- | ------------- |
| 1       | C1    | Circuito de Spa-Francorchamps, Francorchamps | 23 de abril   |
| 1       | C2    | Circuito de Spa-Francorchamps, Francorchamps | 24 de abril   |
| 1       | C3    | Circuito de Spa-Francorchamps, Francorchamps | 24 de abril   |
| 2       | C1    | Hockenheimring, Hockenheim                   | 14 de mayo    |
| 2       | C2    | Hockenheimring, Hockenheim                   | 15 de mayo    |
| 2       | C3    | Hockenheimring, Hockenheim                   | 15 de mayo    |
| 3       | C1    | Circuito de Zandvoort, Zandvoort             | 25 de junio   |
| 3       | C2    | Circuito de Zandvoort, Zandvoort             | 26 de junio   |
| 3       | C3    | Circuito de Zandvoort, Zandvoort             | 26 de junio   |
| 4       | C1    | Nürburgring, Nürburg 1                       | 6 de agosto   |
| 4       | C2    | Nürburgring, Nürburg 1                       | 7 de agosto   |
| 4       | C3    | Nürburgring, Nürburg 1                       | 7 de agosto   |
| 5       | C1    | EuroSpeedway Lausitz, Klettwitz              | 20 de agosto  |
| 5       | C2    | EuroSpeedway Lausitz, Klettwitz              | 21 de agosto  |
| 5       | C3    | EuroSpeedway Lausitz, Klettwitz              | 21 de agosto  |
| 6       | C1    | Nürburgring, Nürburg 2                       | 15 de octubre |
| 6       | C2    | Nürburgring, Nürburg 2                       | 15 de octubre |
| 6       | C3    | Nürburgring, Nürburg 2                       | 16 de octubre |
| Fuente: |       |                                              |               |

## Resultados
| Ronda | Ronda | Ronda             | Pole Position         | Vuelta rápida         | Piloto ganador        | Escudería ganadora | Ganador rookie    |
| ----- | ----- | ----------------- | --------------------- | --------------------- | --------------------- | ------------------ | ----------------- |
| 1     | C1    | Spa-Francorchamps | Andrea Kimi Antonelli | Rafael Câmara         | Andrea Kimi Antonelli | Prema Racing       | Rafael Câmara     |
| 1     | C2    | Spa-Francorchamps | Andrea Kimi Antonelli | Andrea Kimi Antonelli | Andrea Kimi Antonelli | Prema Racing       | Rafael Câmara     |
| 1     | C3    | Spa-Francorchamps |                       | Conrad Laursen        | Rafael Câmara         | Prema Racing       | Rafael Câmara     |
| 2     | C1    | Hockenheim        | Andrea Kimi Antonelli | Andrea Kimi Antonelli | Andrea Kimi Antonelli | Prema Racing       | Rafael Câmara     |
| 2     | C2    | Hockenheim        | Andrea Kimi Antonelli | Andrea Kimi Antonelli | Andrea Kimi Antonelli | Prema Racing       | Rafael Câmara     |
| 2     | C3    | Hockenheim        |                       | Andrea Kimi Antonelli | Andrea Kimi Antonelli | Prema Racing       | Rafael Câmara     |
| 3     | C1    | Zandvoort         | Andrea Kimi Antonelli | Andrea Kimi Antonelli | Andrea Kimi Antonelli | Prema Racing       | Rafael Câmara     |
| 3     | C2    | Zandvoort         | Andrea Kimi Antonelli | Andrea Kimi Antonelli | Andrea Kimi Antonelli | Prema Racing       | Rafael Câmara     |
| 3     | C3    | Zandvoort         |                       | James Wharton         | Conrad Laursen        | Prema Racing       | Rafael Câmara     |
| 4     | C1    | Nürburgring 1     | Andrea Kimi Antonelli | Andrea Kimi Antonelli | Taylor Barnard        | PHM Racing         | James Wharton     |
| 4     | C2    | Nürburgring 1     | Taylor Barnard        | Andrea Kimi Antonelli | Taylor Barnard        | PHM Racing         | James Wharton     |
| 4     | C3    | Nürburgring 1     |                       | James Wharton         | James Wharton         | Prema Racing       | James Wharton     |
| 5     | C1    | Lausitz           | Taylor Barnard        | Nikita Bedrin         | Nikita Bedrin         | PHM Racing         | Rasmus Joutsimies |
| 5     | C2    | Lausitz           | Taylor Barnard        | Taylor Barnard        | Taylor Barnard        | PHM Racing         | Valentin Kluss    |
| 5     | C3    | Lausitz           |                       | Taylor Barnard        | Taylor Barnard        | PHM Racing         | Valentin Kluss    |
| 6     | C1    | Nürburgring 2     | Rafael Câmara         | Rafael Câmara         | Andrea Kimi Antonelli | Prema Racing       | Rafael Câmara     |
| 6     | C2    | Nürburgring 2     | Rafael Câmara         | Taylor Barnard        | Andrea Kimi Antonelli | Prema Racing       | Rasmus Joutsimies |
| 6     | C3    | Nürburgring 2     |                       | Jonas Ried            | Taylor Barnard        | PHM Racing         | Rafael Câmara     |

## Clasificaciones

### Puntuaciones
| Posición | 1.º | 2.º | 3.º | 4.º | 5.º | 6.º | 7.º | 8.º | 9.º | 10.º |
| Puntos   | 25  | 18  | 15  | 12  | 10  | 8   | 6   | 4   | 2   | 1    |

### Campeonato de Pilotos
| Pos.                                   | Piloto                 | SPA | SPA | SPA | HOC | HOC | HOC | ZAN | ZAN | ZAN | NÜR1 | NÜR1 | NÜR1 | LAU | LAU | LAU | NÜR2 | NÜR2 | NÜR2 | Puntos |
| -------------------------------------- | ---------------------- | --- | --- | --- | --- | --- | --- | --- | --- | --- | ---- | ---- | ---- | --- | --- | --- | ---- | ---- | ---- | ------ |
| 1                                      | Andrea Kimi Antonelli  | 1   | 1   | 4   | 1   | 1   | 1   | 1   | 1   | 2   | 2    | 2    | 4    |     |     |     | 1    | 1    | 6    | 313    |
| 2                                      | Taylor Barnard         | 6   | 6   | 15  | 3   | 4   | 3   | 6   | 6   | 4   | 1    | 1    | 3    | 2   | 1   | 1   | 4    | 2    | 1    | 266    |
| 3                                      | Rafael Câmara          | 2   | 2   | 1   | 2   | 2   | 4   | 2   | 2   | 5   |      |      |      |     |     |     | 2    | 10   | 3    | 193    |
| 4                                      | Nikita Bedrin          | 8   | 5   | 8   | Ret | 3   | Ret | 4   | 5   | 7   | 3    | 3    | 8    | 1   | 3   | 2   | 9    | 9    | 5    | 175    |
| 5                                      | James Wharton          | Ret | 3   | 9   | 18  | 6   | Ret | 5   | 4   | 6   | 4    | 5    | 1    |     |     |     | 3    | 5    | 4    | 146    |
| 6                                      | Conrad Laursen         | 4   | Ret | 3   | 7   | 8   | 9   | 3   | 7   | 1   | 5    | 6    | 2    |     |     |     |      |      |      | 129    |
| 7                                      | Charlie Wurz           | 3   | Ret | 5   | 4   | 10  | 6   | 7   | 3   | 3   | 6    | 4    | 7    |     |     |     |      |      |      | 111    |
| 8                                      | Rasmus Joutsimies      | 11  | 14  | 10  | 10  | 11  | 16  | 12  | 12  | 9   | 7    | 8    | 5    | 3   | 6   | 4   | Ret  | 4    | 8    | 98     |
| 9                                      | Jonas Ried             | 9   | 7   | Ret | 6   | 9   | 5   | Ret | 14  | 13  | 10   | Ret  | 9    | 7   | 5   | 7   | Ret  | 7    | 11   | 71     |
| 10                                     | Kacper Sztuka          | DNS | 4   | 2   |     |     |     |     |     |     |      |      |      | 4   | 2   | 8   |      |      |      | 64     |
| 11                                     | Valentin Kluss         |     |     |     |     |     |     | 11  | Ret | Ret | 8    | 10   | Ret  | Ret | 4   | 3   | 8    | 6    | 7    | 61     |
| 12                                     | Marcus Amand           | 5   | 8   | 6   | DNS | 7   | 2   |     |     |     |      |      |      |     |     |     |      |      |      | 48     |
| 13                                     | Michael Sauter         | 14  | 11  | 16  | 11  | 18  | 13  | 13  | 13  | Ret | 12   | 11   | 10   | 5   | Ret | 9   | 6    | Ret  | 9    | 41     |
| 14                                     | Nandhavud Bhirombhakdi | 15  | 15  | 11  |     |     |     | 16  | Ret | Ret | 11   | 9    | 11   | 9   | 7   | 6   | 7    | 8    | 10   | 38     |
| 15                                     | Zachary David          |     |     |     |     |     |     |     |     |     |      |      |      | 6   | 8   | 5   |      |      |      | 22     |
| 16                                     | Nikhil Bohra           | 7   | Ret | 12  | 12  | Ret | 14  |     |     |     |      |      |      |     |     |     |      |      |      | 10     |
| 17                                     | Alfio Spina            | Ret | 9   | 7   | 15  | 15  | Ret |     |     |     |      |      |      |     |     |     |      |      |      | 8      |
| 18                                     | Samir Ben              |     |     |     | 13  | 14  | Ret | 15  | 15  | 12  | 13   | 12   | 12   | 8   | 10  | 11  |      |      |      | 8      |
| 19                                     | Ruiqi Liu              |     |     |     |     |     |     |     |     |     |      |      |      | 10  | 9   | 10  |      |      |      | 4      |
| 20                                     | Chris Rosenkranz       | 17  | Ret | 17  | 16  | 19  | Ret |     |     |     |      |      |      |     |     |     |      |      |      | 0      |
| –                                      | Rishab Jain            | WD  | WD  | WD  |     |     |     |     |     |     |      |      |      |     |     |     |      |      |      | –      |
| Pilotos no elegibles para sumar puntos |                        |     |     |     |     |     |     |     |     |     |      |      |      |     |     |     |      |      |      |        |
| –                                      | Ugo Ugochukwu          |     |     |     |     |     |     |     |     |     | 9    | 7    | 6    |     |     |     | 5    | 3    | 2    | –      |
| –                                      | Martinius Stenshorne   |     |     |     | 5   | 5   | 7   | 8   | 10  | 8   |      |      |      |     |     |     |      |      |      | –      |
| –                                      | Arias Deukmedjian      |     |     |     | 8   | Ret | 15  | 14  | 9   | Ret |      |      |      |     |     |     |      |      |      | –      |
| –                                      | Emerson Fittipaldi Jr. |     |     |     | 14  | 13  | 12  | 10  | 8   | 10  |      |      |      |     |     |     |      |      |      | –      |
| –                                      | Oleksandr Partyshev    |     |     |     | Ret | 12  | 8   |     |     |     |      |      |      |     |     |     |      |      |      | –      |
| –                                      | Brando Badoer          |     |     |     | 9   | 17  | 10  | 18  | 16  | 11  |      |      |      |     |     |     |      |      |      | –      |
| –                                      | Maya Weug              | 16  | Ret | 18  |     |     |     | 9   | 11  | Ret |      |      |      |     |     |     |      |      |      | –      |
| –                                      | Frederik Lund          | 12  | 10  | 19  |     |     |     |     |     |     |      |      |      |     |     |     |      |      |      | –      |
| –                                      | Pedro Perino           | 10  | Ret | 14  |     |     |     |     |     |     |      |      |      |     |     |     |      |      |      | –      |
| –                                      | Jules Castro           |     |     |     | 17  | 16  | 11  | 17  | 17  | 14  |      |      |      |     |     |     |      |      |      | –      |
| –                                      | Marcos Flack           | Ret | 12  | 13  |     |     |     |     |     |     |      |      |      |     |     |     |      |      |      | –      |
| –                                      | Ethan Ischer           | 13  | 13  | 20  |     |     |     |     |     |     |      |      |      |     |     |     |      |      |      | –      |
| Pos.                                   | Piloto                 | SPA | SPA | SPA | HOC | HOC | HOC | ZAN | ZAN | ZAN | NÜR1 | NÜR1 | NÜR1 | LAU | LAU | LAU | NÜR2 | NÜR2 | NÜR2 | Puntos |

| Color     | Resultado                                                               |
| --------- | ----------------------------------------------------------------------- |
| Oro       | Ganador                                                                 |
| Plata     | 2.ª plaza                                                               |
| Bronce    | 3.ª plaza                                                               |
| Verde     | Finalizó en los puntos                                                  |
| Azul      | Finalizó sin puntos                                                     |
| Azul      | NC - No clasificado                                                     |
| Violeta   | Ret - No terminó (Carrera)                                              |
| Rojo      | DNQ - No se clasificó                                                   |
| Negro     | DSQ - Descalificado                                                     |
| Blanco    | DNS - No empezó (carrera)                                               |
| Blanco    | WD - Retirado (fin de semana)                                           |
| Blanco    | C - Carrera cancelada                                                   |
| Sin color | DNP - Inscrito pero no participó                                        |
| Sin color | INJ - Lesionado                                                         |
| Sin color | EX - Excluido                                                           |
| Estado    | Resultado                                                               |
| Negrita   | Pole position                                                           |
| Cursiva   | Vuelta rápida                                                           |
| †         | Abandona, pero clasifica al completar el porcentaje requerido para ello |

### Campeonato de Novatos
| Pos.                                   | Piloto                 | SPA | SPA | SPA | HOC | HOC | HOC | ZAN | ZAN | ZAN | NÜR1 | NÜR1 | NÜR1 | LAU | LAU | LAU | NÜR2 | NÜR2 | NÜR2 | Puntos |
| -------------------------------------- | ---------------------- | --- | --- | --- | --- | --- | --- | --- | --- | --- | ---- | ---- | ---- | --- | --- | --- | ---- | ---- | ---- | ------ |
| 1                                      | Rafael Câmara          | 2   | 2   | 1   | 2   | 2   | 4   | 2   | 2   | 5   |      |      |      |     |     |     | 2    | 10   | 3    | 285    |
| 2                                      | Rasmus Joutsimies      | 11  | 14  | 10  | 10  | 11  | 16  | 12  | 12  | 9   | 7    | 8    | 5    | 3   | 6   | 4   | Ret  | 4    | 8    | 269    |
| 3                                      | James Wharton          | Ret | 3   | 9   | 18  | 6   | Ret | 5   | 4   | 6   | 4    | 5    | 1    |     |     |     | 3    | 5    | 4    | 242    |
| 4                                      | Nandhavud Bhirombhakdi | 15  | 15  | 11  |     |     |     | 16  | Ret | Ret | 11   | 9    | 11   | 9   | 7   | 6   | 8    | 8    | 10   | 163    |
| 5                                      | Valentin Kluss         |     |     |     |     |     |     | 11  | Ret | Ret | 8    | 10   | Ret  | Ret | 4   | 3   | 9    | 6    | 7    | 134    |
| 6                                      | Nikhil Bohra           | 7   | Ret | 12  | 12  | Ret | 14  |     |     |     |      |      |      |     |     |     |      |      |      | 59     |
| 7                                      | Alfio Spina            | Ret | 9   | 7   | 15  | 15  | Ret |     |     |     |      |      |      |     |     |     |      |      |      | 57     |
| 8                                      | Zachary David          |     |     |     |     |     |     |     |     |     |      |      |      | 6   | 8   | 5   |      |      |      | 45     |
| 9                                      | Chris Rosenkranz       | 17  | Ret | 17  | 17  | 19  | Ret |     |     |     |      |      |      |     |     |     |      |      |      | 36     |
| 10                                     | Ruiqi Liu              |     |     |     |     |     |     |     |     |     |      |      |      | 10  | 9   | 10  |      |      |      | 32     |
| –                                      | Rishab Jain            | WD  | WD  | WD  |     |     |     |     |     |     |      |      |      |     |     |     |      |      |      | –      |
| Pilotos no elegibles para sumar puntos |                        |     |     |     |     |     |     |     |     |     |      |      |      |     |     |     |      |      |      |        |
| –                                      | Ugo Ugochukwu          |     |     |     |     |     |     |     |     |     | 9    | 7    | 6    |     |     |     | 5    | 3    | 2    | –      |
| –                                      | Martinius Stenshorne   |     |     |     | 5   | 5   | 7   | 8   | 10  | 8   |      |      |      |     |     |     |      |      |      | –      |
| –                                      | Brando Badoer          |     |     |     | 9   | 17  | 10  | 18  | 16  | 11  |      |      |      |     |     |     |      |      |      | –      |
| –                                      | Frederik Lund          | 12  | 10  | 19  |     |     |     |     |     |     |      |      |      |     |     |     |      |      |      | –      |
| –                                      | Jules Castro           |     |     |     | 17  | 16  | 11  | 17  | 17  | 14  |      |      |      |     |     |     |      |      |      | –      |
| –                                      | Ethan Ischer           | 13  | 13  | 20  |     |     |     |     |     |     |      |      |      |     |     |     |      |      |      | –      |
| Pos.                                   | Piloto                 | SPA | SPA | SPA | HOC | HOC | HOC | ZAN | ZAN | ZAN | NÜR1 | NÜR1 | NÜR1 | LAU | LAU | LAU | NÜR2 | NÜR2 | NÜR2 | Puntos |

| Color     | Resultado                                                               |
| --------- | ----------------------------------------------------------------------- |
| Oro       | Ganador                                                                 |
| Plata     | 2.ª plaza                                                               |
| Bronce    | 3.ª plaza                                                               |
| Verde     | Finalizó en los puntos                                                  |
| Azul      | Finalizó sin puntos                                                     |
| Azul      | NC - No clasificado                                                     |
| Violeta   | Ret - No terminó (Carrera)                                              |
| Rojo      | DNQ - No se clasificó                                                   |
| Negro     | DSQ - Descalificado                                                     |
| Blanco    | DNS - No empezó (carrera)                                               |
| Blanco    | WD - Retirado (fin de semana)                                           |
| Blanco    | C - Carrera cancelada                                                   |
| Sin color | DNP - Inscrito pero no participó                                        |
| Sin color | INJ - Lesionado                                                         |
| Sin color | EX - Excluido                                                           |
| Estado    | Resultado                                                               |
| Negrita   | Pole position                                                           |
| Cursiva   | Vuelta rápida                                                           |
| †         | Abandona, pero clasifica al completar el porcentaje requerido para ello |

### Copa de Equipos
| Pos. | Escudería                   | Puntos |
| ---- | --------------------------- | ------ |
| 1    | Prema Racing                | 594    |
| 2    | PHM Racing                  | 531    |
| 3    | Jenzer Motorsport           | 276    |
| 4    | US Racing                   | 184    |
| 5    | Sauter Engineering + Design | 97     |
| 6    | BWR Motorsports             | 25     |